# Abriendo puertas
Abriendo puertas é o sexto álbum de estúdio da cantora cubana Gloria Estefan, lançado em 1995. O álbum foi galardoado com o Grammy na categoria álbum latino tropical tradicional durante a 38.ª cerimónia, o segundo Grammy da cantora

## Lista de faixas
1. "Abriendo Puertas"
2. "Tres Deseos"
3. "Mas Allá..."
4. "Dulce Amor"
5. "Farolito"
6. "Nuevo Día"
7. "La Parranda"
8. "Milagro"
9. "Lejos De Ti"
10. "Felicidad"